# ジャック・ジョーンズ (歌手)
ジャック・ジョーンズ（Jack Jones, 1938年1月14日 - 2024年10月23日）は、アメリカ合衆国カリフォルニア州ロサンゼルス出身のポピュラー音楽の歌手、俳優。本名はJohn Allan Jones （ジョン・アラン・ジョーンズ）。1930年代に人気を博したミュージカル俳優アラン・ジョーンズと女優アイリーン・ハーベイ（Irene Hervey）の長男。上品で華麗なエンターテイナーとして知られ、グラミー賞を2度受賞した。
ジョーンズは女優ジル・セント・ジョンとの離婚後、女優スーザン・ジョージと婚約していた。

## 経歴
芸能一家にうまれたジャック・ジョーンズだったが、スターの座に就くまでにはかなりの期間を要した。ナイト・クラブで父親のアラン・ジョーンズのショウに参加しながら、両親が1957年に離婚するとソロ・シンガーとして独立し、1959年キャピトル・レコードと契約する。アルバム"This love of mine"と数枚のシングルをリリースしたが売り上げは伸びなかった。1961年サンフランシスコのクラブに出演していたところをKapp Recordsの社長Dave Kappが目にとめ同レコードと契約し1961年に最初のヒット「あめん棒とバラ」がチャート・インし最高位66位を記録。グラミー賞の最優秀歌唱賞を受賞。1963年にもバート・バカラックの作品「素晴らしき恋人たち」が14位を記録し再度グラミー賞の同賞を受賞した。イージー・リスニング・チャートにはキャップ・レコード在籍中に19曲をチャート・インさせ、「恋のホットレース（1965）
「見果てぬ夢」（1966）「レディ」（1967）の3曲が第1位に輝き、他にトップ10ヒットが7曲を数えた。1967年にはメジャー・レーベルのRCA
と契約するも1967-1977の間のヒットは12曲どまりトップ10にはいったのは2曲にとどまった。。ポップ・チャートでの成績は1962-1969の間に26曲で「素晴らしき恋人たち」の14位が最高位でトップ40にチャート・インした曲も5曲にとどまった。本格派の歌手としても期待された存在でありアルバム制作にも注目は集まったが1963-1969年の間にアルバム・チャートには17枚のアルバムがチャート・イン。最大のヒット・アルバムは「見果てぬ夢」（1966）で最高位は9位で64週チャートにはいった。 RCAに移籍してからは、どのアルバムもチャートの下位にとどまり人気の面では陰りがみえたが、アメリカでチャート・インしなかったアルバム、例えば"Sings Michel Legrand"（1970）"Bread Winners"1972(全英7位）"Together"1973(全英8位）"Harbour"1974(全英10位）"All to yourself"1977(全英10位)”Write me a love song, Charlie"(1975)なども優れた内容で批評家からも高い評価をえていた。
白血病との闘病の末、2024年10月23日の夜に死去。86歳没。

## 主要なヒット
- 「あめん棒とバラ」（1962）
- バート・バカラックのペンによる「素晴らしき恋人たち（Wives And Lovers）」（1963）
- 「月影はるかに」"First night of the full moon"（1964）
- 「恋のホットレース」"Race is on"（1965）
- ミュージカル『ラ・マンチャの男』の主題歌「見果てぬ夢（The Impossible Dream）」（1966）
- 「レディ」（1967）
- 「パリのめぐり逢い」"Live for life"(1967)
- ”What I did for love"（1975）
- テレビドラマ『ラブ・ボート（The Love Boat）』の同名主題歌（1980）などがある。

## エピソード
フランク・シナトラの歌唱で知られる「夜のストレンジャー（Strangers in the Night）」は、シナトラが録音する前にレコーディングを済ませていたという。そのシナトラに「最も有力な歌手の一人」と呼ばれたこともあり、同僚歌手からの評価も非常に高い。ラスベガスのショールームやコンサートホールにコンスタントに出演し、年配の女性を中心に人気を博している。
1998年にジョーンズは親交の深い歌手トニー・ベネットに捧げたアルバム"Jack Jones Paints A Tribute To Tony Bennett"で再びグラミー賞"Best Traditional Pop Vocal Album"部門の候補となった。
2010年、12年ぶりとなる新録音"Love Makes The Changes"を発表した。

## 映画及びステージ
俳優としても、2001年に『ラ・マンチャの男』に主演し、全米ツアーを行った。また2013年には映画『アメリカン・ハッスル』のサウンドトラックに“I've Got Your Number”で参加し、同曲を歌う歌手役で出演もしている。

## TV出演
- Ed Sullivan Show  1971年５月30日の最後の放送では病気のEd Sullivanに代わりホストを務めた。[6]ゲストとしては5回出演した。
- Andy Williams Show
- Hulabaloo(1965)Host

## 主要なアルバム
- Call me irresonsible(1963）Kapp
- Wives & lovers（1963）Kapp
- Dear Heart(1965）Kapp
- The impossible dream(1966）Kapp
- Without her(1967）RCA
- If you ever leave me(1968）RCA

## グラミー賞受賞歴
- Grammy　Best solo vocal performance/Male ː Llollipops & roses(あめん棒とバラ）1961
- Grammy　Best solo vocal performance/Male ：Wives & lovers（素晴らしき恋人たち）1963